# Fusto

La fusto, ou fuste sous sa forme francisée, est, dans l'architecture rurale ancienne du Dauphiné, l'étage — en longs fûts de mélèze assemblés selon la technique du « pièce sur pièce » — servant de grange au-dessus du rez-de-chaussée en dur. Cet étage surmonte à la fois le caset (ensemble regroupant sur plusieurs niveaux, cuisine, chambres, réserves et grenier) et l'étable-logis (local anciennement à cohabitation des hommes et des bêtes). La fusto, ou fuste, s'ouvre sur la façade en une superposition de galeries et de balcons. La désignation s'applique aussi à la « grange en bois » dans l'ensemble du domaine dauphinois.

## Origine et polysémie

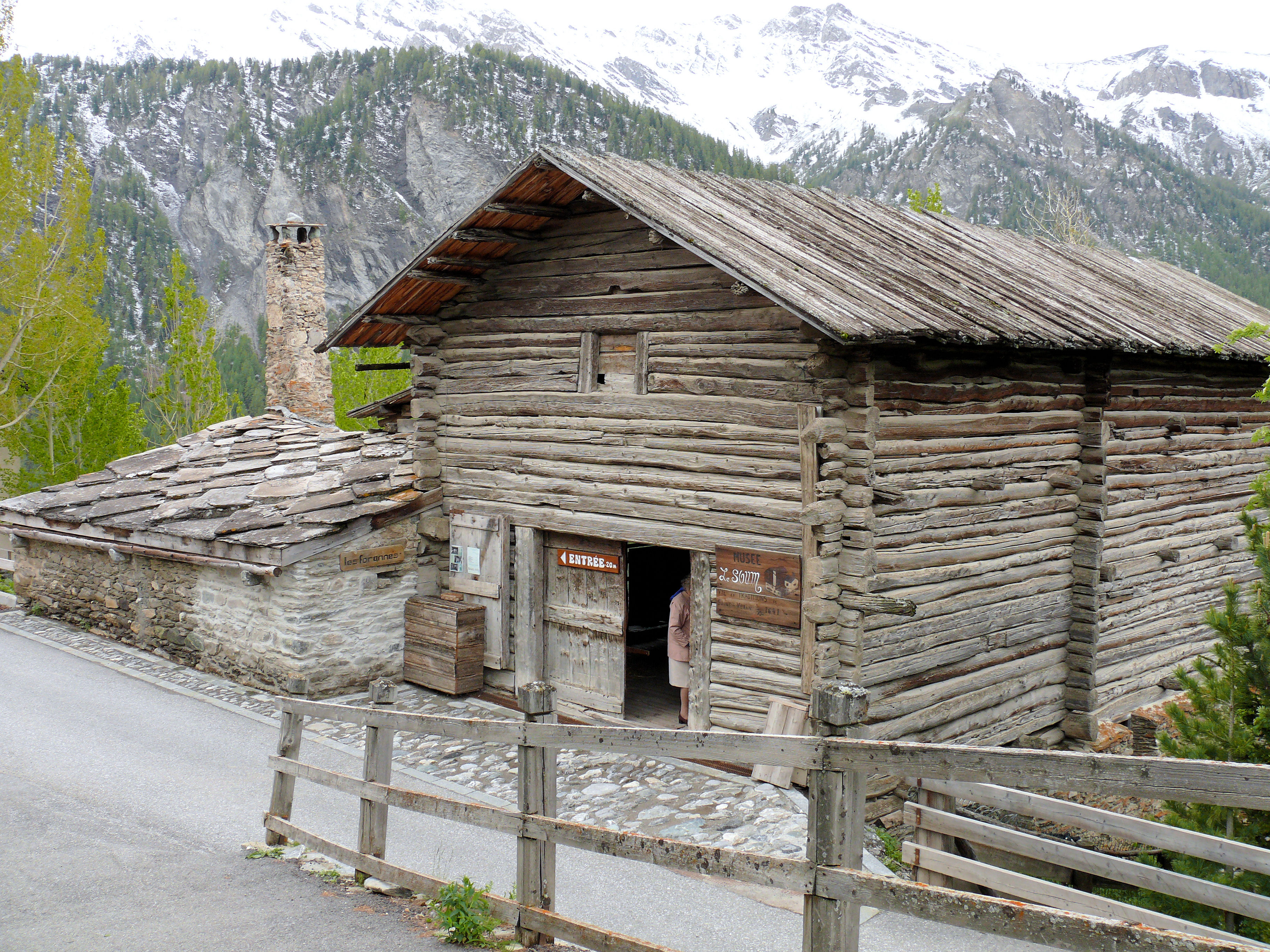
Ancienne grange en rondins ou fusto à Saint-Véran (Hautes-Alpes).

En 1877, Jean Armand Chabrand et Albert de Rochas d'Aiglun donnent à fusto le sens de « mur fait avec des pièces de bois grossièrement équarries et superposées ».
Selon l'ethnologue Henri Raulin, dans le patois du Queyras, le féminin fusto désigne une poutre (fusto de festro, « poutre faîtière »). Il donne aussi le sens de « grange en bois » pour l'ensemble du domaine dauphinois.
Francisé en « fuste » (féminin) à la fin des années 1990, le terme s'est vu promu, dans le sens inédit de « maison en rondins bruts », par un couple d'artisans charpentiers, créateurs, en 1980, d'une entreprise artisanale de construction de maisons en bois brut et auteurs d'un manuel.

## Lafustoà Saint-Véran (Queyras)

### Architecture
Les maisons anciennes à Saint-Véran dans les Hautes-Alpes ont un plan particulier adapté à la vie montagnarde.
Le rez-de-chaussée, en partie enterré (les bâtiments étant souvent construits dans des terrains en pente), est construit en murs de pierre de 50 à 70 cm d'épaisseur tandis que la partie supérieure, à usage de grange, dite la fusto, est faite de longs troncs de mélèze empilés croisés aux angles, le tout sous un toit de bardeaux en mélèze.
La fusto comprend deux volumes séparés par une cloison de même nature, et une série de balcons superposés destinés au séchage des récoltes.
La charpente de la fusto se réduit à des pannes encastrées dans les murs pignons et sur lesquelles viennent se fixer les planches de mélèze d'une portée de 2 mètres. La pente des deux versants supérieurs est de l'ordre de 35 degrés.

### Maison-musée du Soum
Le musée des arts et traditions populaires du Soum à Saint-Véran, créé en 1993 par le parc naturel régional du Queyras, est hébergé dans une maison à fuste datant de 1641. Constituée d'un rez-de-chaussée aux murs en pierre très épais (le caset) et d'un premier étage en troncs de mélèze (la fuste), elle permet de saisir, depuis l’intérieur, la structure d'une maison de ce type avec ses différents espaces,.

### Démontage et transfert d'une fuste
À Molines-en-Queyras, une demeure en pierre de la fin du XVe siècle et du début du XVIe siècle, dite « la maison du Magistrat », servait de caset à une simple ferme dont la fuste (la grange en rondins) a été démontée et transférée à l'extérieur du village.